# ديفيد مالكوم أور
ديفيد مالكوم أور (بالإنجليزية: David Malcolm Orr)‏ هو مهندس ومهندس مدني بريطاني، ولد في 1953 في بلفاست في المملكة المتحدة.